# Borgo La Croce
Borgo La Croce (da non confondere con Borgo Santa Croce) è una strada di Firenze che va da piazza Sant'Ambrogio a piazza Beccaria. La via è la zona pedonale più periferica nel centro di Firenze, uno dei pochi luoghi di passeggio del centro pressoché non toccati dal turismo di massa.

## Storia
Il nome "borgo" è indice che la strada era una direttrice che usciva da una porta cittadina dell'antica cerchia muraria medievale. La "croce al gorgo" che le dà il nome si trovava più o meno nell'attuale piazza Beccaria e ricordava, secondo la tradizione, il luogo in cui il protomartire fiorentino san Miniato venne decapitato: da qui si sarebbe rialzato e presa la propria testa sottobraccio si sarebbe incamminato attraversando l'Arno dove faceva un'ansa (il "gorgo"), fino alla collina sull'altra sponda dove sarebbe sorta la basilica di San Miniato al Monte.

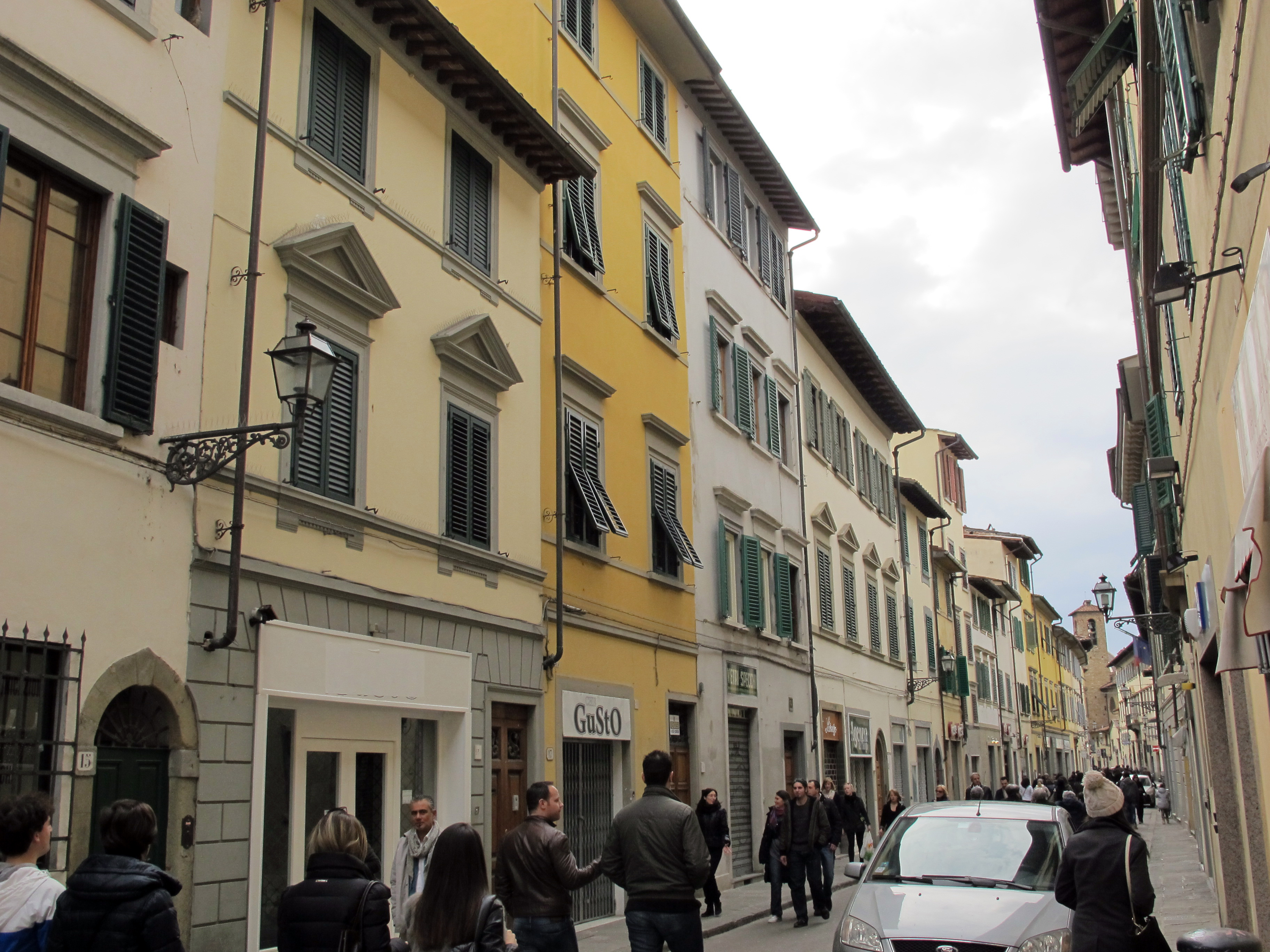
Veduta verso Sant'Ambrogio

Quando il duca Alessandro de' Medici fece chiudere la Porta della Giustizia in fondo a via dei Malcontenti per realizzare un bastione e una fortezza, le tristi processioni dei condannati a morte, che dal Bargello o dal carcere delle Stinche si avviavano verso le forche del paretaio di Nemi o Prati della Giustizia (attuale piazza Piave) dovettero allungare la strada e passare per borgo la Croce, uscendo dalle mura attraverso la porta alla Croce. La Compagnia di Santa Maria della Croce al Tempio di cui facevano parte i Battuti Neri che assistevano i condannati, si spostò nel 1931 dalla prima sede dell'oratorio di Santa Maria Vergine della Croce al Tempio nello spedale di San Niccolò degli Aliotti (fondato nel 1420 per assistere i poveri e gli infermi). Per l'ultimo conforto dei condannati sorse anche nel Settecento, ma forse su una preesistenza più antica, un tabernacolo in cui Gesù e Maria si volgono verso i passanti.
Anticamente questa strada portava direttamente a Porta alla Croce ma con, la demolizione delle mura e i lavori di creazione dei viali di Circonvallazione di Giuseppe Poggi, l'ultimo tratto della strada venne demolito e la porta si ritrovò così isolata in mezzo alla nuova piazza che forma una sorta di anfiteatro.
Per alcuni anni, durante il ventennio, la strada fu intitolata al caduto fascista Dante Rossi, per riprendere presto la titolazione tradizionale.

## Descrizione
Si innestano lungo il tracciato ella strada via della Mattonaia e via dell'Ortone. Per quanto arteria di grande importanza nel suo essere tra le principali di accesso alla città dalla già citata porta alla Croce, la via ha sempre mantenuto carattere popolare e commerciale, anche per la sua vicinanza al mercato di Sant'Ambrogio.
La scelta di pedonalizzarne il tratto dalla piazza a via della Mattonaia ha favorito una sua significativa qualificazione sempre in senso commerciale, rendendola particolarmente animata e frequentata.

### Edifici
| Immagine | N°             | Nome                                               | Descrizione |
| -------- | -------------- | -------------------------------------------------- | --- |
|          | 1-3            | Palazzina Grottanelli                              | Si tratta di una palazzina sviluppata per cinque assi su tre piani più un mezzanino: per quanto vari elementi interni denotino una fondazione antica, attualmente i prospetti si presentano con un disegno assunto durante i rifacimenti ottocenteschi, probabilmente da datare negli stessi anni che vedevano il radicale riassetto della vicina piazza Cesare Beccaria. I due grandi elementi con aquile reggenti puttini che affiancano il portone dell'edificio interno alla corte al n. 3 dovrebbero essere riconducibili agli interventi di ampliamento e ristrutturazione condotti tra il 1919 e il 1921 dall'architetto Adolfo Coppedè a quello che era il vicino teatro giardino Alhambra. |
|          | 3              | Ex Teatro giardino Alhambra                        | Inaugurato nel 1889, quindi parzialmente distrutto da un incendio nel 1890, restaurato nel 1900 e ancora nel 1910, il teatro all'aperto fu ampliato da Adolfo Coppedè con un nuovo grande teatro all'aperto capace di diecimila spettatori, una sala cinematografica e un grande padiglione per il gioco della pelota. Ad eccezione di rare tracce l'intero complesso venne raso al suolo nel 1961 per far posto alla nuova sede del quotidiano La Nazione, progettata da Pierluigi Spadolini. |
|          | 2              | Spedale di San Niccolò degli Aliotti               | Sorto nel 1420, lo "spedale", istituzione tipica delle strade da e per le porte cittadine, fu istituito per l'accoglienza dei poveri e degli infermi grazie alla donazione del maniscalco Totto Aliotti detto il Tracanina, che con il proprio testamento aveva incaricato i capitani del Bigallo di mantenere un ricovero per poveri e infermi. Nel 1531 il complesso venne lasciato alla Compagnia di Santa Maria della Croce al Tempio, di cui facevano parte i Neri, questa chiesa fu distrutta dopo poco il decreto Leopoldino del 1785 che soppresse la Compagnia di Santa Maria della Croce al Tempio ed infine secolarizzato durante l'Ottocento. Nel corso della sua storia fu tristemente noto per essere stato individuato come ultima sosta dei condannati a morte condotti alle forche che si trovavano nella zona dell'attuale piazza Cesare Beccaria, subito fuori Porta alla Croce, accompagnati appunto dai confratelli della Compagnia al Tempio, istituita allo scopo di prepararli cristianamente al trapasso. |
|          | 4              | Casa della Compagnia del Bigallo                   | Si tratta di un edificio di carattere modesto ma antico, che testimonia delle originarie dimensioni delle case a schiera che un tempo delimitavano la via, con il portone e il vano scale posto di lato ed affiancato a quello della casa successiva, in modo da determinare moduli che soprattutto tra Settecento e Ottocento hanno dato modo di unificare due unità abitative per dare luogo a residenze con scala centrale e maggiore estensione, per lo più con fronte a quattro o cinque assi. In questo caso il fronte, a intonaco liscio, conserva ancora i due assi originari e si sviluppa per tre piani, il portoncino posto a sinistra. Al centro del fronte è un pietrino a forma di rotella con le insegne accoppiate della Compagnia del Bigallo e della Venerabile Arciconfraternita della Misericordia. Poco sotto un altro pietrino conferma quest'ultima proprietà, arricchendo le informazioni con il numero arabo 14 a indicare la posizione d'ordine dell'edificio nel registro dei possessi della confraternita. Vista la storia del luogo la casa sarà quindi presumibilmente da mettere in relazione con lo sviluppo del vicino spedale degli Aliotti. |
|          | 6              | Casa delle monache di Sant'Apollonia               | Si tratta di un edificio di carattere modesto ma antico, che testimonia delle originarie dimensioni delle case a schiera che un tempo delimitavano la via, con il portone e il vano scale posto di lato ed affiancato a quello della casa successiva, in modo da determinare moduli che soprattutto tra Settecento e Ottocento hanno consentito di unificare due unità abitative per dare luogo a residenze con scala centrale e maggiore estensione, per lo più con fronte a quattro o cinque assi. In questo caso il fronte, riconfigurato nell'Ottocento e nobilitato da un finto bugnato, conserva ancora i due assi originari e si sviluppa per tre piani, il portoncino posto a destra. Sull'ingresso è un pietrino a forma di scudo con le insegne proprie del monastero di Sant'Apollonia di via San Gallo (una tenaglia con un dente stretto tra le ganasce), accompagnato dal numero 26 in caratteri romani, a indicare la posizione dell'immobile nel registro delle possessioni del monastero. |
|          | 11             | Casa della Compagnia di Sant'Andrea                | L'edificio presenta un fronte con una conformazione propria delle antiche case a schiera, per quanto terreno e finestre mostrino chiari segni di una riconfigurazione ottocentesca. Della storia della casa documenta la rotella posta al centro del fronte, con le insegne tradizionalmente riferite alla Compagnia di Sant'Andrea dei Purgatori e Cardatori, sorta nel 1451, soppressa nel 1785 e legata a quelle maestranze dell'Arte della Lana e che in questa zona teneva un ospedale per i propri confratelli; tuttavia lo stemma sembra corrispondere più a quello della Compagnia dei Battilani (pettine e graticcio tenuti da avambracci), che pure era legata ad una categoria di umili lavoratori della filiera della lana. |
|          | 13             | Casa                                               | La casa presenta un prospetto di tre piani su due assi, con le finestre ben distanziate e poste ai lati del fronte, in modo da determinare un ampio spazio intonacato al centro. Qui, a documentare un'antica proprietà dell'immobile, è uno scudo con le insegne della chiesa di Santa Verdiana (un serpentello intrecciato a un bastone del Tau, il tutto sormontato da una mitria vescovile). |
|          | 15             | Tabernacolo                                        | Un grande tabernacolo che racchiude una pittura murale realizzata nel 1714 da Giuseppe Moriani, di insolita iconografia e di grande valore storico, con il Cristo crocifisso in atto di scendere dalla croce esortato da Maria che, inginocchiata al suo lato, guarda verso i passanti. Il soggetto trova significato tenendo presente come lungo questa strada passassero i condannati a morte per recarsi al luogo delle esecuzioni capitali fuori Porta alla Croce. |
|          | 16-18          | Casamento                                          | Si tratta di un esteso casamento, con il fronte organizzato su quattro piani per ben dieci assi, fornito di due portoni di accesso agli appartamenti. Per quanto non presenti in facciata elementi architettonici d'interesse, lo si segnala per la presenza, all'estrema sinistra, all'altezza del primo piano, di un pietrino con un sole raggiato, oltremodo eroso e solo parzialmente leggibile; all'estrema destra di uno scudo, ugualmente in cattivo stato di conservazione, da identificare con un pietrino riconducibile al convento di Santa Maria Novella. |
|          | 20             | Casa                                               | Questo edificio, di antica conformazione di residenza popolare, come altri che caratterizzano la strada, si distingue per uno stemma raggiato in facciata forse della Compagnia del Gesù, memoria del possesso in antico da parte dell'istituzione religiosa, che a Firenze diventò poi il collegio degli Scolopi. |
|          | 21             | Casa                                               | La casa presenta un prospetto oltremodo semplice, presumibilmente riconfigurato nel Settecento e attualmente organizzato su tre assi per quattro piani. Sopra l'ingresso, decentrato a destra, è un pietrino con l'Agnus Dei, insegna dell'Ospedale Bonifacio (simile a quella dell'Arte della Lana, ma tuttavia non a esso correlata), a documentare di un'antica proprietà. Poco sopra si trova un traguardo che indica il livello raggiunto dalle acque in occasione dell'alluvione del 4 novembre 1966. |
|          | 45             | Casa Catani                                        | Si tratta di un edificio con il fronte riconfigurato nella seconda metà dell'Ottocento, a tre piani, con caratteri non molto dissimili da quelli propri dei vari edifici che lo precedono, e che formano schiera sulla via. Lo si segnala vista l'ampia documentazione presente presso l'Archivio Storico del Comune di Firenze quando era di proprietà Catani, in quanto oggetto di un parziale esproprio e quindi di una riconfigurazione in ragione dell'apertura, attorno al 1870, del tratto di via della Mattonaia funzionale a creare un collegamento con il nuovo mercato di San'Ambrogio, inaugurato nel 1873. Le carte, con piante, alzati e sovrapposti sull'edificato del tracciato, appaiono decisamente significativi delle modalità dei processi di esproprio e quindi di taglio e riorganizzazione degli spazi interni e delle facciate nelle pratiche ottocentesche. Presso il portale principale, a circa due metri d'altezza, si vede una memoria del livello delle acque raggiunto dall'alluvione di Firenze del 4 novembre 1966. |
|          | 47             | Casamento Della Pura                               | Si tratta di un edificio con il fronte riconfigurato nella seconda metà dell'Ottocento (e oggetto di un cantiere di ripristino delle facciate tra il 2017 e il 2018), a tre piani, con caratteri non molto dissimili da quelli propri dei vari edifici che lo precedono, e che formano schiera sulla via. Come l'edificio precedente lo si segnala vista l'ampia documentazione presente presso l'Archivio Storico del Comune di Firenze quando era di proprietà Della Pura, in occasione del parziale esproprio e riconfigurazione per l'apertura di via della Mattonaia. |
|          | 30             | Complesso di Santa Teresa                          | Era questo in origine un monastero femminile delle carmelitano scalze intitolato a santa Teresa d'Avila, fondato nel 1628 in un'area dove si estendevano orti e terre lavorate e costruito su progetto dell'architetto Giovanni Coccapani. Come ricorda una lapide posta in prossimità del portone, qui dimorò per cinque anni, dal 1765 al 1770, santa Teresa Margherita Redi che, come "un fiore del Carmelo imitante il candore del giglio", vi morì a soli 23 anni. Soppresso una prima volta nel 1808, fu adattato dopo varie vicissitudini a carcere preventivo provvisorio e infine divenne penitenziario per condannati a lunghi periodi di detenzione. A seguito della costruzione dei nuovi stabilimenti carcerari a Sollicciano si posero le premesse per il passaggio di questo e degli altri immobili adibiti a carceri presenti nella zona (Santa Verdiana e Murate) al Comune di Firenze, e del loro conseguente recupero nell'ambito di un più ampio progetto di riqualificazione del quartiere di Santa Croce ma, a differenza di quanto accaduto per le altre due strutture, in questo caso non si è ancora provveduto a restituire lo spazio al quartiere. Attualmente l'edificio, nella parte su borgo la Croce, ospita la sezione dei detenuti in semilibertà. |
|          | 32             | Palazzina Torsellini delle Ruote                   | L'edificio è segnalato nello stradario di Bargellini e Guarnieri come "bel palazzo cinquecentesco con stemma nobilare". In realtà, per quanto il fronte principale denoti caratteri di un certo pregio con un disegno mutuato dalla tradizione architettonica fiorentina cinquecentesca, si tratta di un grande casamento interamente ridisegnato nell'Ottocento. Lo sviluppo complessivo è notevole, dato che, organizzato su tre piani, l'edificio si estende per tredici assi su borgo la Croce, segnando la cantonata con via della Mattonaia e proseguendo qui per altri sette assi, a confermare che non si tratta di un palazzo ma di una costruzione volta a dare alloggio a più famiglie, al pari di quanto accade con il non molto distante 'stabile che segna l'angolo tra via della Mattonaia e via Giovan Battista Niccolini, realizzato dalla Società Anonima Edificatrice attorno al 1865-1866. La parte centrale del fronte principale, lavorata a finto bugnato, è segnata da un portone dove è uno scudo con l'arme della famiglia Torsellini delle Ruote. |
|          | 36             | Oratorio della Compagnia di Santa Maria della Neve | Era officiata dalla Compagnia di Santa Maria della Neve e da altre, che vi si riunivano in preghiera. All'interno aveva un importante altare decorato da una tavola di Andrea del Sarto, che venne acquistata dal cardinale Carlo de' Medici in cambio di una notevole somma e di una copia fatta dal pittore Jacopo Chimenti. Quando le confraternite vennero sciolte, l'oratorio divenne la cappella mortuaria di Sant'Ambrogio. Oggi è sconsacrato e l'interno, ormai spoglio, è utilizzato per attività parrocchiali. |
|          | 55-57-61-63-65 | Case del Conservatorio di Sant'Ambrogio            | Una breve serie di edifici posti di fronte al fianco della chiesa di Sant'Ambrogio e sviluppati in profondità fino ad avere un affaccio su via dell'Ortone, sono documentati da una serie di cabrei datati 1787 che li individuano come patrimonio del Conservatorio di Sant'Ambrogio, rilevando i nomi dei vari affittuari e, minuziosamente, l'organizzazione degli spazi interni con legenda delle varie funzioni. Si tratterebbe quindi di uno dei molti esempi in zona legati alla lottizzazione attuata dai benedettini di Sant'Ambrogio almeno dai primi del Trecento, quando l'area fu rapidamente saturata. Più in particolare questa lottizzazione si estendeva oltre via Ghibellina fino a porta alla Croce verso est, mentre a nord comprendeva tutti i terreni fino a via dei Pilastri. Di questa vasta area tuttavia la parte più documentata risulta quella su via dei Pentolini (oggi via de' Macci), su via di Mezzo, via dei Pilastri e, appunto, su borgo la Croce. Così annota Gian Luigi Maffei, che questi cabrei ha pubblicato e studiato portandoli come esempio di 'case a schiera' di edificazione pianificata: "l'edificio indicato con il numero 30 (numero civico 65) è dimezzato in profondità perché è quasi sull'angolo di via de' Macci e il Borgo ed è per questo ridotto nella sua dimensione dall'interferenza dei lotti tessuti sull'altra strada. Gli altri nove successivi sono modulari e arrivano in profondità alla via dell'Ortone, che circoscriveva questa lottizzazione distaccandola da un'area interna originariamente di proprietà del convento di S. Verdiana: per questa ragione i lotti risultano passanti tra due strade e presentano un ulteriore accesso da questo secondo percorso secondario retrostante. Gli elementi di schiera che compongono questa serie sono riconducibili a una pianta composta da due cellule in profondità con aggiunta loggia sull'area di pertinenza e presentano, anche in questo caso, una così accentuata iterazione di comportamenti simili nella composizione dell'insieme da poterne presumere una progettazione unitaria: la risoluzione morfologia della serie di case uguali per coppie in successione di edifici speculari è il primo e più elementare mezzo progettuale, criticamente ricercato, per far assumere a un'aggregazione seriale caratteri parzialmente organici o, meglio, un grado di serialità più complesso". Per quanto riguarda l'edificio segnato col numero civico 55 si nota, rispetto alla ricostruzione delle piante degli edifici della serie nella loro situazione originaria proposta dallo stesso Maffei, l'avvenuta fusione tra due singole unità (individuabili nella pianta del Maffei con i numeri 35 e 36). Quello al 61 è riconducibile alle unità 32 e 33, evidentemente unificate (per quanto si può dedurre dal disegno del prospetto ora di tre assi su quattro piani) nel corso dell'Ottocento. Al 63 e al 65 le unità 30 e 31 sono dimezzate in profondità perché prossima all'angolo di borgo la Croce con via de' Macci, per l'interferenza dei lotti tessuti sull'altra strada. |
|          | 59             | Casa                                               | L'abitazione, per la quale valgono analoghe considerazioni a quelle precedenti, si distingue per la presenza, a lato del portone, di una buchetta del vino, per di più rara negli edifici non appartenenti all'aristocrazia cittadina. |
|          | 107r- 109r     | Casa                                               | La casa, articolata su quattro piani, segna la cantonata tra borgo la Croce e via de' Macci. Per quanto attualmente presenti prospetti ottocenteschi, è evidente la sua antica fondazione, in un'area fortemente caratterizzata dalle proprietà del vicino monastero di Sant'Ambrogio, tanto da far presumere che anche questo edificio, nella sua configurazione originaria, apparisse nei registri delle possessioni della chiesa. Tuttavia anche gli interni recano essenzialmente tracce di un intervento della seconda metà dell'Ottocento, che vi ha lasciato vari soffitti decorati. Sull'angolo dell'edificio, in alto, a guardare piazza di Sant'Ambrogio, è il tabernacolo di Sant'Ambrogio |
|          | s.n.           | Tabernacolo di Sant'Ambrogio                       | Si tratta di un bel tabernacolo in terracotta invetriata riconducibile a Giovanni della Robbia, che ritrae il vescovo in atteggiamento benedicente. Nella parte inferiore dello stesso tabernacolo, tra due cornucopie, è l'emblema della "città rossa" che racchiude il prospetto semplificato della chiesa. Più in basso una lapide ricorda il passaggio "per queste due contrade" di papa Pio VII, l'anno 1805. |
|          | s.n.           | Chiesa di Sant'Ambrogio                            | La fiancata della chiesa si estende lungo la via, sul lato nord. Sulla cantonata due segnali marmorei datati 1577 ricordano la Signoria del Gran Monarca della Città Rossa, una delle potenze festeggianti, così denominata perché simboleggiava tutto il quartiere detto della Mattonaia per le fornaci di mattoni. L'emblema mostra una fortezza rossa. |

### Lapidi
Al n. 2 nel 2016 è stata posta una lapide a Rossella Casini nella casa in cui visse e dove conobbe il vicino di casa Francesco Frisina, poi rivelatosi 'ndranghetista, per rivalsa contro il quale Rossella venne poi uccisa e fatta sparire nel 1981.
| _________________ QUI VISSE ROSSELLA CASINI VITTIMA DELLA 'NDRANGHETA SCOMPARSA DAL 22 FEBBRAIO 1981 PERCHÉ PER AMORE INFRANSE LA REGOLA CRIMINALE DEL SILENZIO 22 FEBBRAIO 2016 |

Al di sotto del tabernacolo di Borgo la Croce è una targa che documenta come l'opera sia stata restaurata nel 1995 dall'antiquario fiorentino Alberto Bruschi (restauratore: Guido Botticelli):
| QUESTA SACRA IMMAGINE DIPINTA NEL 1714 DA GIUSEPPE MORIANI A ESTREMO CONFORTO DEI GIUSTIZIANDI FECE RESTAURARE ALBERTO BRUSCHI ANTIQUARIO FIORENTINO 1995 |

Sul fianco della chiesa di Sant'Ambrogio, davanti al n. 57, si trovano due lapidi oggi illeggibili (ma note da trascrizioni), che riportavano un bando identico, sia sul fianco dell'edificio che alla base del campanile:
| GLI SPETTABILI SS OTTO DI GVARDIA E BALIA DELLA CITTÀ DI FIRENZE FANNO NOTIFICARE CHE NIVNA MERETRICE O DONNA DI CATTIVA VITA O FAMA POSSA STARE ET ABITARE NELLA VIA DE' PILASTRI Ṗ QUANTO TIENE IL MOṄRO DELLE MONACHE DI S AMBROGIO AL MOṄRO DELLE MONACHE DI CANDELI SOTTO QUALSIVOGLIA PRETESTO COME Ṗ BENIGNO RESCRITTO DI S.A.S. E LORO DECRETO DEL DÌ 6 NOBRE 1622 ET IN OLTRE Ṗ ALTRO DECRETO DE 22 FEBRAIO 1667 ORDINARONO CHE Ṗ VIA DI MEZZO ET INTORNO A DETTO MOṄRO DI S AMBR.O A BRACCIA 100 Ṗ OGNI VERSO VICINO ALLE MVRA NON POSSINO STA RE ET ABITARE SIMILI DONNE SOTTO LA PENA DI LIRE 200 DA INCORRERSI IPSO FATTO SENZA ALTRA DICHIARAZIONE ET ALTRO. DISPOSTO DALLA LEGGE DELL'ANNO 1461 E DI PIV́ LA CATTVRA DI SCVDI 4 A' FAMIGLI Ṗ CIASCHEDVNA VOLTA |

Sull'angolo di via de' Macci con Borgo La Croce, sulla piazza Sant'Ambrogio, vi è il tabernacolo di Sant'Ambrogio, in terracotta smaltata riconducibile a Giovanni della Robbia, recante l'iscrizione in ricordo del passaggio di papa Pio VII per Firenze, nel maggio del 1805.
| ME FERMA PASSEGGIERO LEGGI, PER QUESTE DUE CONTRADE PASSÒ L'IMMORTAL PIO VII P · O · M · L'ANNO MDXXXV IL DÌ VIII MAGGIO E COMPARTÌ AI DEVOTI ED UMILIATI ABITANTI L'APOSTOLICA BENEDIZIONE |